# وادجيت

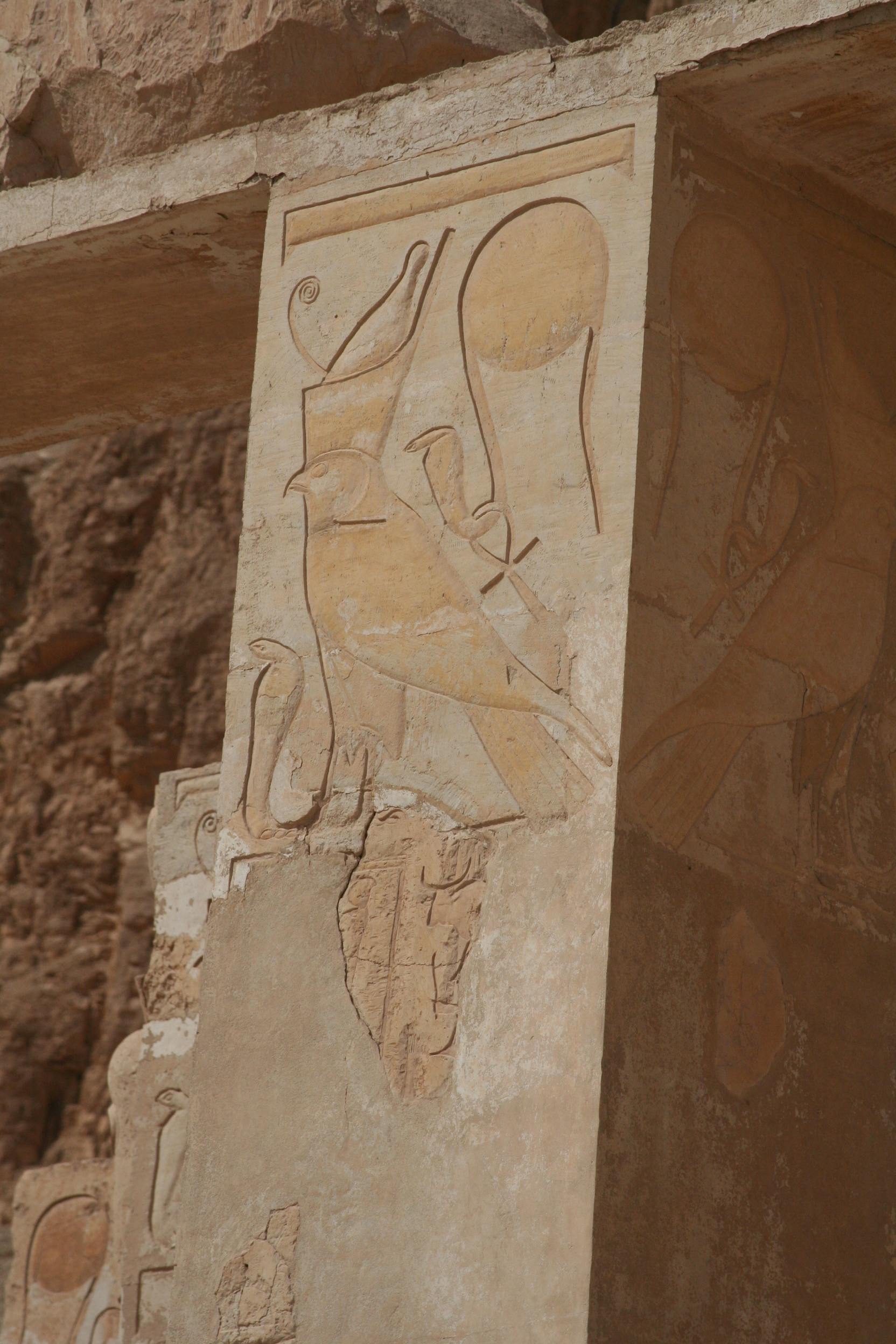
تظهر صورتان لوادجيت على هذا الجدار المنحوت في معبد حتشبسوت في الأقصر

وادجيت (/ˈwædʒət/) هي إلهة الكوبرا الفرعونية، معروفة في العالم اليوناني باسم أوتو أو بوتو ودجات ويودجات وأوجو. كانت في الأصل الإله الوصي لمدينة ديب. أصبحت جزءًا من المدينة التي أطلق عليها المصريون اسم بر-وادجيت («بيت وادجيت») ويسميها اليونانيون بوتو (الآن دسوق)، والذي كان موقعًا مهمًا في مصر ما قبل التاريخ والتطورات الثقافية في العصر الحجري القديم. كان هناك أيضا بر-وادجيت في مصر العليا.
وقيل أن وادجيت هي راعية وحامية مصر السفلى، وعند التوحيد مع مصر العليا، الحامي المشترك والراعي لكل مصر. صورة وادجيت مع قرص الشمس تسمى الصل، وكانت شعار تاج حكام الوجه البحري. كانت أيضًا حامية الملوك والنساء أثناء الولادة. قيل أن وادجيت هي ممرضة الإله الرضيع حورس. بمساعدة والدته إيزيس، قاموا بحماية حورس من عمه الغادر، ست، عندما لجأوا إلى مستنقعات دلتا النيل.
ارتبط وادجيت ارتباطًا وثيقًا في الديانة المصرية القديمة بـ عين رع، وهي إلهة وصية قوية. تظهر الهيروغليفية لعينها أدناه؛ في بعض الأحيان يظهر الاثنان في الصور الدينية. احتوى بر-وادجيت أيضًا على ملاذ حورس، ابن إله الشمس الذي سيتم تفسيره على أنه يمثل الملك. بعد ذلك بوقت طويل، أصبح وادجيت مرتبطًا بإيزيس وكذلك مع العديد من الآلهة الأخرى.
في النقش الظاهر على اليمين، والموجود على جدار المعبد الجنائزي لحتشبسوت في الأقصر، هناك صورتان لوادجيت: إحداهما على شكل الصل مع رأسها من خلال عنخ وأخرى حيث تسبق الصقر حورس يرتدي التاج المزدوج، يمثل الملك الذي تحميه.

## المظهر

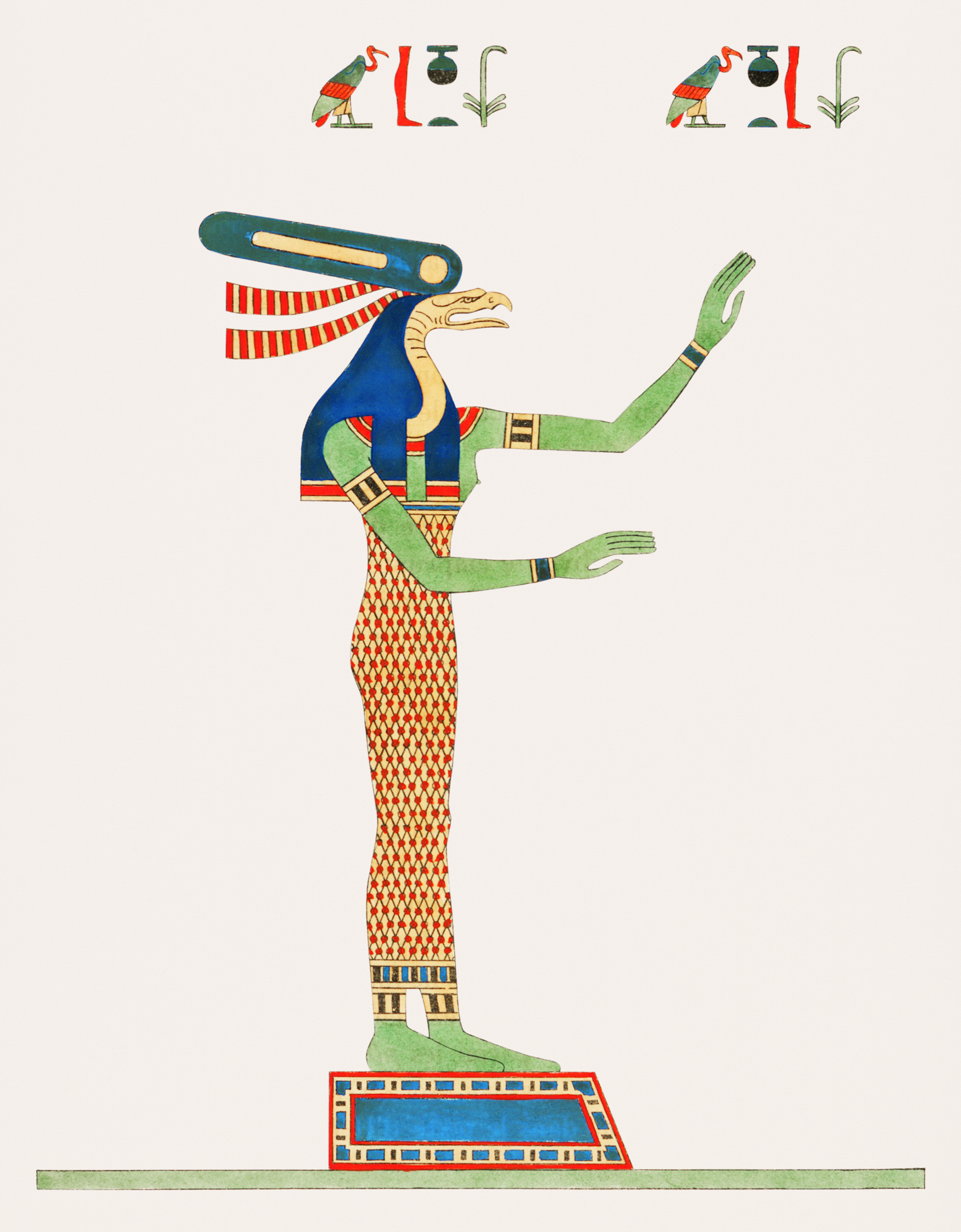
رسم وادجيت من "بانثيون إيجيبتيان" ليون جان جوزيف دوبوا.

بصفتها الإلهة الراعية، ارتبطت بالأرض وتم تصويرها على أنها رأس ثعبان على جسد امرأة أو ثعبان - على غير عادة كوبرا مصرية، ثعبان سام شائع في المنطقة؛ في بعض الأحيان تم تصويرها على أنها امرأة برأس ثعبان، وفي أوقات أخرى، أفعى برأس امرأة. كانت أوراكل في المعبد الشهير في بر-وادجيت الذي كان مخصصًا لعبادتها وأطلق على المدينة اسمها. ربما كانت هذه الوسيطة مصدرًا للتقليد الأوريكي الذي انتشر إلى اليونان من مصر. تشير الكلمة المصرية "wꜣḏ" إلى اللون الأزرق والأخضر. وهو أيضًا اسم «عين القمر» المعروفة. في الواقع، في أوقات لاحقة، غالبًا ما كانت تُصوَّر ببساطة على أنها امرأة لديها رأس ثعبان، أو كامرأة ترتدي الصل. كان الصل في الأصل هو جسدها وحده، الذي يلتف حول رأس الملك أو إله آخر أو ملفوف عليه. تم تصوير وادجيت على أنه كوبرا. بصفته راعيًا وحاميًا، ظهر وادجيت غالبًا ملفوفًا على رأس رع؛ من أجل أن تكون بمثابة حماية له، أصبحت هذه الصورة لها رمز الصل المستخدم على التيجان الملكية أيضًا. تصوير مبكر آخر لوادجيت هو الكوبرا المتشابكة حول جذع البردي، بداية من عصر ما قبل الأسرات (قبل 3100 قبل الميلاد) ويعتقد أنها الصورة الأولى التي تُظهر ثعبان متشابك حوله رمز الموظفين. هذه صورة مقدسة ظهرت مرارًا وتكرارًا في الصور اللاحقة وأساطير الثقافات المحيطة بـ البحر الأبيض المتوسط، والتي تسمى عصا هيرميز، والتي قد يكون لها أصول منفصلة. تظهر صورتها أيضًا من على عصا «سارية العلم» التي تُستخدم للإشارة إلى الآلهة، كما يظهر في الهيروغليفية لكلمة «الصل» و «الإلهة» في أماكن أخرى.

## علم أصل الكلمة
اسم وادجيت مشتق من المصطلح الخاص برمز مجالها، مصر السفلى، «بردية». تختلف حروفها الهيروغليفية عن تلك الخاصة بالتاج الأخضر أو دشرت في مصر السفلى فقط من خلال المحدد، والذي في الحالة من التاج كانت صورة للتاج الأخضر وفي حالة الإلهة، أفعى الكوبرا.

## حامي البلد والملوك والآلهة الأخرى
في نهاية المطاف، زُعم أن ودجيت هي الإلهة الراعية والحامية لكل مصر السفلى وأصبحت مرتبطة بـ نخبيت، التي صورت على أنها نسر أبيض، الذي كان يحافظ على مصر الموحدة. بعد التوحيد انضمت صورة نخبت إلى وادجيت على التاج، وتظهر بعد ذلك كجزء من الصل.
ارتبط ودجيت بمنطقة دلتا النيل وكان أكثر ارتباطًا بعالم الأحياء. كانت مرتبطة ارتباطًا وثيقًا بالفراعنة كإله للحماية. كانت مرتبطة مع آلهة أخرى. غالبًا ما كانت وادجيت تُصوَّر على أنها كوبرا منتصبة مع غطاءها ممدودًا كما لو كانت مستعدة للهجوم. في بعض الأحيان صورت وهي ترتدي التاج الأحمر لمصر السفلى. وصورت وادجيت عدة مرات في شكل الكوبرا إلى جانب نظيرتها في مصر العليا نخبيت، في شكل نسر لها وهي ترتدي التاج الأحمر على اللوحات الجدارية أو على غطاء رأس الملك.
كان لواديت، باعتبارها إلهة مصر السفلى، معبدًا كبيرًا في إميت القديمة (الآن تل نيبشة) في دلتا النيل. كانت تُعبد في المنطقة باسم «سيدة إميت». لاحقًا انضم إليها مين وحورس لتشكيل ثالوث من الآلهة.